# Sindicato de Inquilinos e Inquilinas
El Sindicato de Inquilinos e Inquilinas (en catalán, Sindicat de Llogateres i Llogaters), conocido abreviadamente como "Sindicato de inquilinas" o "Sindicato de inquilinos", es una organización catalana que defiende los derechos de los inquilinos.
El Sindicato de Inquilinas de Cataluña agrupa y organiza principalmente a personas que viven de alquiler, pero también está abierta a personas que viven en otros regímenes o que incluso son propietarias, pero que se solidarizan con la problemática de la vivienda.

## Historia
Fundado y presentado el 12 de mayo de 2017 en Hostafrancs, Barcelona, con el objetivo de hacer frente al incremento de los precios del alquiler y la especulación inmobiliaria. El sindicato está presente en varios municipios y territorios de Cataluña a través de núcleos que se articulan como secciones sindicales. Desde su creación han ido surgiendo también otras experiencias de sindicatos de inquilinos en otros municipios de la geografía española, aunque de momento todavía no cuentan con una estructura que los articule y cada uno de ellos trabaja de forma autónoma pero conjuntamente en campañas concretas, como la Huelga de Alquileres o la Regulación de Alquileres. 
El Sindicat de Llogaters se considera un movimiento horizontal, no violento, y asambleario. Los espacios de decisión principales son la asamblea anual de afiliadas y las asambleas plenarias mensuales. Asimismo, se reúne semanalmente (o quincenalmente, según la sección) de manera asamblearia para hacer asesoramientos colectivos, el seguimiento de los conflictos de las personas afectadas por problemas de vivienda y ofrecer ayuda mutua tanto a nivel práctico como emocional.
El sindicato trabaja a partir de tres comisiones: comunicación y contenidos, acción sindical y organización que están abiertas a toda la afiliación, así como grupos de trabajo como por ejemplo antirracismo y feminismos. Su financiación se basa en la cuota de afiliación, que es la principal fuente de financiación, la autogestión de la caja de resistencia, y las donaciones. No recibe subvenciones por gastos estructurales del sindicato, pero en determinadas ocasiones se presenta a convocatorias públicas para proyectos y estudios concretos aprobados en las asambleas de afiliadas o plenarias.

## Antecedentes
Después de la crisis inmobiliaria española iniciada en 2008 donde el sector especialmente afectado fue la gente que no podía hacer frente al pago de sus hipotecas, se desencadena otra burbuja en los precios del alquiler, debido entre otras causas a la falta de vivienda pública en España, a la entrada de fondos buitre en España, la especulación inmobiliaria, a las plataformas como Airbnb y a las regulaciones como la Sareb (banco malo) y las SOCIMI. Entre las ciudades más afectadas por la subida de los precios del alquiler se encuentran Madrid, Barcelona, Palma de Mallorca, Málaga y Valencia.
En este contexto nace el Sindicat de Llogateres en Barcelona, en 2017, a partir de una reunión de otras personas que ya militaban en organizaciones relacionadas con el movimiento por una vivienda digna en España como son la Asamblea de Barrios por el Decrecimiento Turístico, 500x20, la federación de asociaciones de vecinos, La Hidra Cooperativa, Asamblea de Desllogades y el Observatorio DESC. El Sindicato de Inquilinos se inspira en los movimientos sindicales de principios del siglo XX y los promotores pretendían así dar identidad colectiva a un problema que se vivía individualmente e imitar movimientos ya existentes en otros países como Italia, Portugal y Alemania.

### Medidas políticas de vivienda
En 2020, España contaba con un parque de vivienda social compuesto por 452.040 unidades, lo que representa el 2,5% del total de viviendas principales, casi 7 puntos por debajo de la media de los países de la Unión Europea situada en el 9,3% y muy lejos de otros países europeos como Francia (17%) y Países Bajos (30%).
Además, el precio de las viviendas de protección oficial en España también se ha encarecido en las últimas décadas. Al cierre de 2017, el valor medio tasado de una vivienda libre era de 1.558,7 euros por metro cuadrado, 430,4 euros más que la de protección oficial, un 38% de diferencia entre una y otra. En 2005, la diferencia era de más de 879 euros.
La SAREB concentra un gran parque de viviendas de los propietarios que no pudieron hacer frente a su hipoteca durante la crisis que comenzó en 2008. Regulaciones como las SOCIMI provocaron que muchas de estas viviendas fuesen adquiridas por fondos de inversión extranjeros como Blackstone, Cerberus, Lone Star o Lazora a precios por debajo del mercado.
Un informe publicado en 2025 por la Comisión Europea sobre el estado de la economía de la zona euro advertía de que "la construcción de nuevas viviendas ha sido insuficiente en la última década, agravada por barreras regulatorias [...]". Asimismo, del informe se desprende que las políticas que han tenido como objetivo facilitar el acceso a la vivienda han generado efectos contraproducentes en el largo plazo. Este efecto ya fue predicho por economistas tales como Juan Ramón Rallo que en el 2013 auguraba que el stock de vivienda nueva se vaciaría, en el mejor de los casos, a un ritmo de 100.000 viviendas anuales.

## Campañas y actividades

### Asambleas

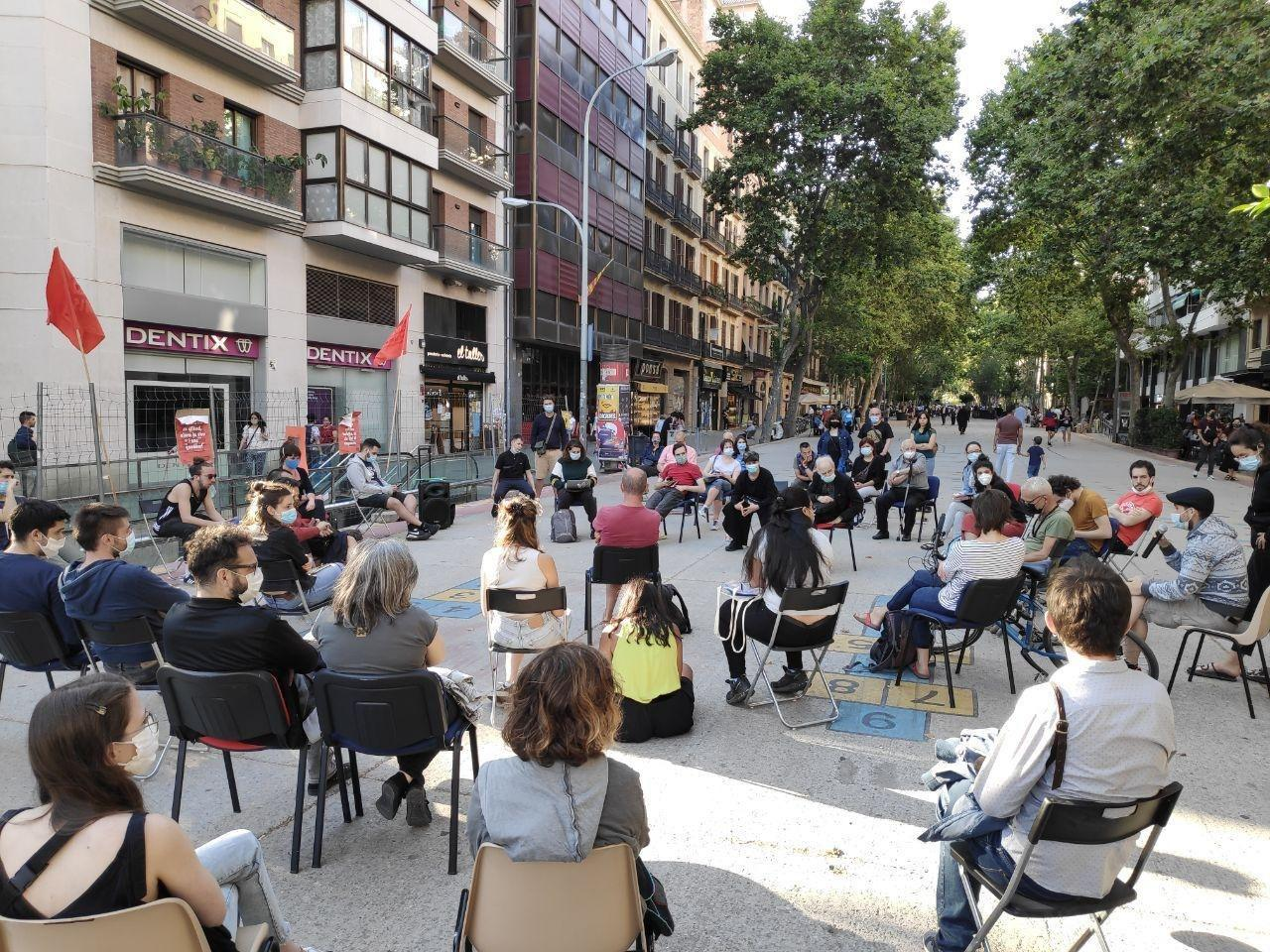
Asamblea del Sindicat de Llogateres en Barcelona.

En la ciudad de Barcelona, el Sindicat de Llogateres organiza asambleas semanales donde las personas que viven de alquiler y tienen algún conflicto con el propietario de la vivienda pueden asistir para dar a conocer su caso y recibir apoyo moral y legal.

### Negociación colectiva con fondos buitre
En 2019 comenzó una de las protestas más numerosas en España contra fondos buitre en la que centenares de familias en Madrid, Barcelona y municipios de alrededor como Badalona o Tarrasa, se organizaron para plantar cara a subidas de hasta el 80% del alquiler y exigir una negociación colectiva. Las familias vivían en bloques de pisos que compró en su totalidad el fondo buitre Azora, de los más grandes que operan en España y conocido por estar gestionado por el hijo del expolítico español José María Aznar.
En junio de 2020, el ayuntamiento de Barcelona inició un procedimiento sancionador contra Azora por mantener viviendas vacías e incumplir así su función social. La sanción podría llegar a los 2 millones de euros.

### Huelga de alquiler en 2020
La plataforma convocó una huelga de alquileres a partir del 1 de abril de 2020 para protestar ante la "inacción del Gobierno con la falta de recursos de muchas familias para poder pagar el alquiler durante la crisis económica provocada por la pandemia de COVID-19". Al día siguiente, el gobierno anunció un paquete de medidas para ayudar a los inquilinos: suspensión de los desahucios por impagos durante un total de seis meses y la prorrogación de todos los contratos de arrendamiento que finalizaban durante el estado alarma. Sin embargo, la asociación mantuvo la huelga por considerar que las medidas eran insuficientes.
La campaña de micromecenazgo consiguió más de 36.000 euros para dar asesoramiento y apoyo legal a las familias en huelga.

### Ley de regulación de los precios del alquiler en Cataluña

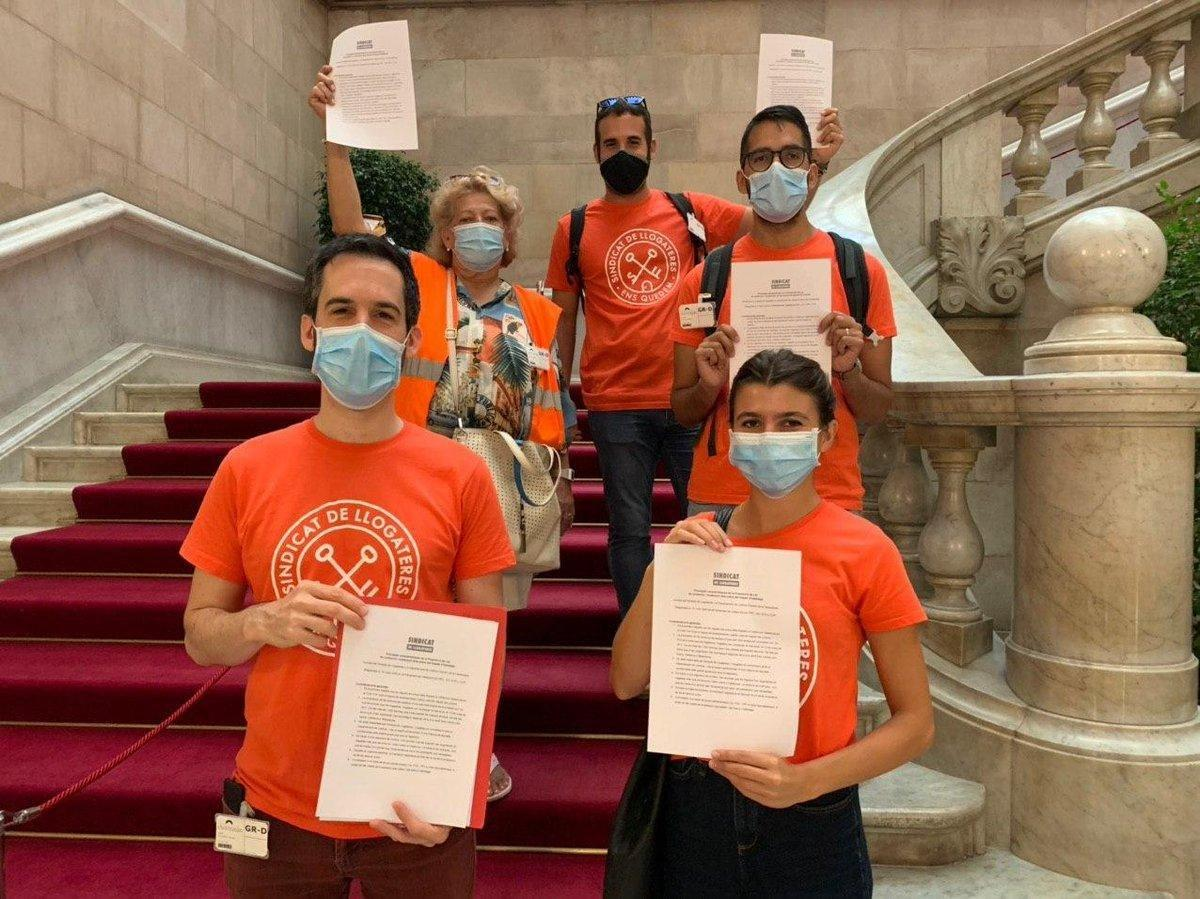
Presentación de la ley de regulación del precio del alquiler en el Parlamento de Cataluña.

Tras más de un año de elaboración conjunta entre la organización y el Gobierno de la Generalidad de Cataluña, el 15 de julio de 2020 los grupos de Junts per Catalunya, Esquerra Republicana de Catalunya, Catalunya en Comú-Podem y la Candidatura d'Unitat Popular presentaron una proposición de ley para la regulación de los precios del alquiler.
Después de esta presentación, la propuesta recibió el apoyo de más de 4000 entidades sociales, económicas y culturales. Aunque en el trámite de la ley Junts per Catalunya presentó ocho enmiendas, fueron retiradas o negociadas a la baja.
La Ley 11/2020, de 18 de septiembre, de medidas urgentes en materia de contención de rentas en los contratos de arrendamiento de vivienda y de modificación de la Ley 18/2007, de la Ley 24/2015 y de la Ley 4/2016, relativas a la protección del derecho a la vivienda, fue aprobada el 9 de septiembre de 2020, con los votos a favor de los grupos proponentes y el voto en contra del resto, en un contexto económico desfavorable debido a la pandemia de COVID-19.
Algunos de los puntos más relevantes de esta ley son:
- Como norma general, los nuevos contratos para viviendas que ya estaban alquiladas no podrán superar el precio acordado en el contrato anterior.
- Si la vivienda tenía un precio por encima de la media de su zona, el nuevo contrato deberá tener como valor máximo el valor que establece el índice de precios de la Generalitat.
- La regulación tiene un régimen sancionador para asegurar su cumplimiento con multas de hasta 90.000 € para aquellas entidades que la incumplan.
- Por primera vez, se reconoce a las organizaciones de inquilinos como parte en la mediación de conflictos entre arrendadores y arrendatarios.

Días después de la aprobación de la ley, el Sindicato de Inquilinos publicó una guía sobre cómo funciona la nueva ley para evitar fraudes y ayudar a hacerla efectiva, ya que cuando entró en vigor, los sitios web para buscar viviendas de alquiler no estaban cumpliendo con la legislación vigente.
El 27 de octubre de 2020, el vicepresidente Pablo Iglesias se comprometió a llevar la ley al ámbito estatal en menos de 4 meses.